# Nepatrnec
Nepatrnec (Aphanes) jsou nízké, drobné, nenápadné, planě rostoucí rostliny, který svou malou velikostí i významem odpovídají svému jménu. Vytváří rod z čeledě růžovitých, který čítá přibližně 20 druhů, dva z nich rostou v České republice. Několik druhů je rozšířeno téměř po celém světě a v jižní Evropě, Severní Africe a Jižní Americe roste řada endemických druhů.

## Ekologie
Jsou to nenáročné, málo konkurenceschopné rostliny, které bývají podle přírodních podmínek jednoleté nebo dvouleté. Jejich nažky jsou nestejně dlouho dormantní a mohou klíčit buď ještě téhož roku co uzrají, nebo až následujícího. Z nažek vzklíčených na podzim prvého roku přežije zimní období semenáč ve formě drobné listové růžice a poměrně brzy pak druhým rokem začíná kvést. Z nažek klíčících až druhým rokem na jaře vyrostou naopak rostliny kvetoucí od léta do podzimu. Na stanovištích obvykle spolu vyrůstají oba tyto typy.

## Popis
Drobná, 5 až 30 cm vysoká, chlupatá bylina s krátkou, poléhavou nebo vystoupavou lodyhou od báze větvenou. Její drobné lodyžní listy, obvykle s řapíky, jsou dlanitě dělené až stříhané do tři až pěti segmentů a ty jsou dále členěné na dva až pět úkrojků. Objímavé, vytrvalé, asymetrické palisty jsou spolu i s řapíkem nálevkovitě srostlé, ve spodní části mají pět až sedm drobných bylinných úkrojků.
Vrcholičnaté květenství je tvořeno pěti až patnácti drobnými květy sestavenými do svazečků nebo klubek a bývá umístěno v paždích palistů naproti lodyžním listům. Květy na kratičkých stopkách jsou oboupohlavné a bývají zelené až žluté. Okvětí je tvořeno čtyřmi zubatými kališními lístky a čtyřmi drobnými či téměř zcela redukovanými zuby kalíšku, korunní lístky chybí. V květu je pohárkovitá češule ukončená na vrcholu diskem. Tyčinka bývá jediná, je umístěna na vnitřním okraji disku proti kališnímu lístku a její prašník směřuje z květu. Semeník s jediným vajíčkem má pestík s tenkou čnělkou zakončenou kulovitou bliznou. Na ochranu proti samoopylení dozrává blizna dříve, než pyl prašníků stejného květu. Přenos pylu při opylení zajišťuje hmyz nacházející v květu nektar vzlínající na disku.
Plodem je tmavá, vejčitá, hladká, jednosemenná nažka posazená v trvalé češuli ze které mírně vyčnívá. Rostliny se rozšiřují výhradně semeny, která jsou velmi drobná a bývají šířena větrem, zvířaty nebo povrchovou vodou. Některé druhy jsou diploidní (n = 8) a jiné tetraploidní či hexaploidní.

## Význam
Rostliny rodu nepatrnec jsou bez valného ekonomického významu. Odvarů z lodyh některých druhů bylo v minulosti používáno k léčbě problémů s močovým měchýřem. Více rozšířené druhy, např. nepatrnec rolní, byly považované za polní plevel, ale s nástupem herbicidů a zlepšením péče o půdu začaly s polí mizet.